# مسعود میرزا ظل‌السلطان

ظل‌السلطان

سلطان مسعود میرزا قاجار (۱۵ دی ۱۲۲۸ خورشیدی –۱۲ تیر ۱۲۹۷ خورشیدی) ملقب به ظل‌السلطان، شاهزادهٔ قاجار و بزرگ‌ترین پسر بالغ ناصرالدین‌شاه بود. وی حدود سی و چهارسال حاکم اصفهان بود.
ظل‌السلطان، علاوه بر ترکی آذربایجانی، فارسی و عربی، به زبان فرانسه نیز مسلط بود. او کتابخانهٔ بزرگی داشت و در آن کتاب‌های نفیس خطی جمع آوری می‌کرد. تاریخ مسعودی به قلم اوست. او خود را مالک برحق سلطنت می‌دانست ولی پس از مرگ ناصرالدین‌شاه با این که مسن‌تر از مظفرالدین‌شاه بود به این دلیل که از مادری غیر قاجار زاده شده بود، از تاج و تخت محروم شد.
او برای نشان دادن قدرت خود کارهای منفی زیادی انجام داد که تخریب کاخ‌های صفوی همچون کاخ هفت‌دست و کوشک آیینه‌خانه و عمارت نمکدان از جملهٔ آنهاست. ظل‌السلطان در سرکوب بختیاری‌ها و نهایتاً قتل حسین‌قلی‌خان ایلخانی عامل اصلی بود، چرا که تصور چنین بود که ظل‌السلطان با همکاری بختیاری‌ها قصد تصاحب سلطنت را دارد، لذا برای رفع این اتهام، دستور قتل حسین‌قلی‌خان را داد.

## زندگی
سلطان مسعود میرزا در ۲۰ صفر ۱۲۶۶ (۱۵ دی ۱۲۲۸ خورشیدی) در تبریز زاده شد. پدر او ناصرالدین‌شاه و مادرش عفت‌السلطنه از زنان صیغهٔ شاه و دختر رضاقلی بیگ غلام پیشخدمت بهمن میرزا برادر اعیانی محمدشاه، بود. چون از مادری غیر قاجار زاده شد به ولیعهدی نرسید. در جوانی حکمران مازندران بود و از سال ۱۲۶۲ حاکم اصفهان شد. در طول سال‌های بعد، حکومت ایالت‌های فارس، کردستان، لرستان و یزد نیز به او داده شد.
او همواره مایل به داشتن نیروی نظامی شخصی بود. بنابراین در اصفهان فوج‌های نظامی با لباس و اسلحهٔ ارتش اتریش تشکیل داد و برای تعلیم دادن آنها از آلمان معلم‌های نظامی استخدام کرد. مظفرالدین شاه که از خودسری‌های ظل‌السلطان در اصفهان بیم داشت، او را شبانه از تمام حکومت‌های خود عزل کرد و تنها شهر اصفهان را برایش باقی گذاشت.

### حکومت اصفهان و تخریب بناهای تاریخی
فرمانروایی سی و چهار ساله ظل‌السلطان بر اصفهان، با ویرانی بیش از ۵۰ اثر و بنای تاریخی و باغ ایرانی در پایتخت دولت صفوی همراه بود. شهر اصفهان که در روزگار اوج شکوه خود دارای ۱۳۷ کاخ، ۱۶۲ مسجد، ۴۸ مدرسه، ۲۷۳ حمام و ۱۲ گورستان بود، در دوره ظل‌السلطان بیشتر شکوه و زیبایی خود را از کف داد. یکی از جهانگردان اروپایی در آن زمان نوشته است:
«متأسفانه ظل‌السلطان از خیابان خوش‌منظره و فرح‌آور چهارباغ مانند سایر آثار باستانی چیزی باقی نگذاشته، جدول‌های سنگی را پرکرده و حواشی آنها را فروخته و نقاشی‌های تاق‌ها و دیوارها را هم محو کرده است. جای قصرها و عمارت‌های خالی صفوی را هم با ایجاد مزارع گرمک و خیار اشغال کرده است.»
وی در اواخر حکومت در خود اصفهان و در زمان مظفرالدین شاه قاجار، برخی از عمارت‌های باقی‌مانده از دورهٔ صفوی را نابود کرد. عمارت‌هایی مانند عمارت آیینه‌خانه (در کنار زاینده‌رود)، و برخی دیگر را به نابودی کشاند و آینه کاری‌های روی ستون‌های عالی‌قاپو و چهل‌ستون را از میان برد. وی همچنین دستور داد روی نقاشی‌های نفیس داخل چهل‌ستون را با گچ بپوشانند و نقاشان قاجاری بر روی آنها نقاشی‌های خود را بنگارند.
تخریب برخی از بناهای صفوی از جمله ابنیه باغ سعادت آباد به دستور مسعود میرزا ظل‌السلطان، در فیلم مستند بوی فروردین مورد بررسی قرار گرفته است.

### شکارهای میانکاله
میانکاله در گذشته از طبیعتی بسیار غنی‌تر از امروز برخوردار بود و علاوه بر پرندگان پرشمار یکی از بهترین زیستگاه‌های پستانداران بزرگ ایران از جمله ببر مازندران نیز به‌شمار می‌رفت. ظل‌السلطان در یکی از قشون‌کشی‌های خود به میانکاله برای سرکوب دزدان و راهزنان که در این منطقه و جزایر آشوراده پناه گرفته بودند از شکار تعداد زیادی ببر، پلنگ، مرال (گوزن بزرگ)، قرقاول، گاو و گاومیش وحشی و تعداد شوکا (گوزن کوچک) خبر می‌دهد. امروزه مدت‌هاست که نسل تمامی این جانداران به جز قرقاول منقرض شده و یکی از دلایل آن نیز همین کشتار عجیب ظل‌السلطان و سپاهیانش بوده است.

### دوران مشروطه

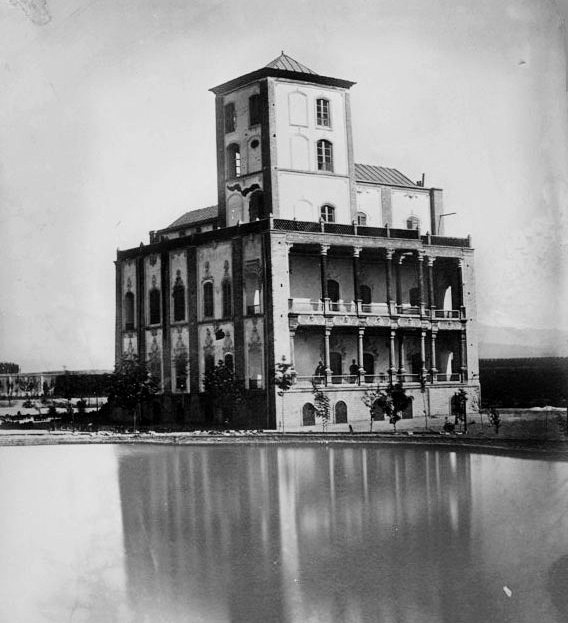
عمارت مسکونی ظل‌السلطان در میدان بهارستان تهران

پس از به قدرت رسیدن محمدعلی‌شاه ظل‌السلطان با چندتن از فرزندان خود عازم اروپا شد. وی به امید حمایت مشروطه‌خواهان از وی و برکناری محمدعلی‌شاه گاهی کمک‌های کمی به مشروطه‌خواهان می‌کرد. در روز به‌توپ‌بستن مجلس توسط کلنل لیاخوف، خانهٔ وی (عمارت مسعودیه) در کنار میدان بهارستان یکی از محل‌هایی بود که مشروطه‌خواهان در آن سنگر گرفته بودند و به سوی قزاقان تیراندازی می‌کردند، که با مغلوب شدن مشروطه‌خواهان، خانه او و خواهرش بانو عظمی مورد هجوم و غارت قزاقان لیاخوف و سربازان سیلاخوری قرار گرفت.
وی در ۱۲ تیر ۱۲۹۷ در باغ نو اصفهان در گذشت و در مشهد به خاک سپرده شد.

## فرزندان
ظل‌السلطان صاحب فرزندان بسیار چه دختر و چه پسر شد. یکی از فرزندان او اکبر میرزا صارم الدوله بود که بعدها در دوران پس از جنگ جهانی اول وزیر مالیه کابینه وثوق‌الدوله بود و به اتفاق وثوق‌الدوله و نصرت‌الدوله،  قرارداد ۱۹۱۹ را با انگلیس امضا کرد‌. 
ظل‌السلطان دختری به نام ترکان خانم داشت که او را به اعزاز نیک‌پی که پسر یکی از صاحب منصبانش بوده به زنی داده بود و غلامرضا نیک‌پی (وزیر آبادانی و مسکن و شهردار تهران در دوره پهلوی) پسر همین ترکان خاتون و نوه ظل‌‌السلطان است. 

## افتخارات
- نشان افتخار شیر و خورشید درجه ۲ ایران
- ۱ نشان افتخار شیر و خورشید درجه ۱ ایران
- نشان اقدس درجه ۲ ایران
- شوالیه نشان ستاره هند
- شوالیه Order of the Black Eagle پروس
- شوالیه Order of the Red Eagle پروس
- شوالیه Order of the White Eagle روسیه
- صلیب اعظم لژیون دونور فرانسه
- نشان افتخار عالی ترکیه